# 高田郵便局
高田郵便局（たかだゆうびんきょく）は新潟県上越市にある郵便局。民営化前の分類では集配普通郵便局であった。

## 概要
住所：〒943-8799 新潟県上越市大手町3-21

### 分室
分室はなし。過去に存在した分室は以下のとおり。
- 南分室 - 1950年（昭和25年）に廃止。

## 沿革
- 1872年8月4日（明治5年7月1日） - 高田郵便取扱所として開設[1]。
- 1873年（明治6年） - 高田郵便役所となる。
- 1875年（明治8年）1月1日 - 高田郵便局（三等）となる。翌日より為替取扱を開始。
- 1878年（明治11年） - 貯金取扱を開始。
- 1885年（明治18年） - 電信取扱を開始。
- 1887年（明治20年）8月1日 - 高田郵便電信局となる。
- 1903年（明治36年）4月1日 - 通信官署官制の施行に伴い高田郵便局となる。
- 1950年（昭和25年）1月21日 - 南分室を廃止[2]。
- 1960年（昭和35年）8月31日 - 電話通話および和文電報受付事務の取扱を開始。
- 1966年（昭和41年）5月27日 - 高田市大手町に新局舎が落成[3]。同年6月6日に高田市本町三丁目から移転。
- 1979年（昭和54年）4月1日 - 飯簡易郵便局の廃止に伴い、取扱事務を承継。
- 1992年（平成4年）8月3日 - 外国通貨の両替および旅行小切手の売買に関する業務取扱を開始。
- 2001年（平成13年）10月22日 - 上越市大手町6-2から同市西城町二丁目48-1に移転[4]。
- 2004年（平成16年）3月29日 - 稲田郵便局から「943-01xx」区域の集配業務を移管[5]。
- 2007年（平成19年）
  - 3月12日 - 川浦、上杉、高士、菅原の各郵便局からそれぞれ「943-02xx」「943-03xx」「943-04xx」「943-05xx」区域の集配業務を移管[6]。
  - 10月1日 - 民営化に伴い、併設された郵便事業高田支店に一部業務を移管。
- 2012年（平成24年）10月1日 - 日本郵便株式会社発足に伴い、郵便事業高田支店を高田郵便局に統合。
- 2017年（平成29年）2月1日 - ゆうゆう窓口の24時間営業を中止[7]。
- 2018年（平成30年）5月1日 - 直江津郵便局から集配業務を移管[8][9]。

## 取扱内容
- 郵便、印紙、ゆうパック、内容証明
- 貯金、為替、振替、振込、国際送金、外貨両替、国債、投資信託
- 生命保険、バイク自賠責保険、自動車保険、変額年金保険、がん保険、引受条件緩和型医療保険
- ゆうちょ銀行ATM
- 「942-00xx」「943-01xx」「943-02xx」「943-03xx」「943-04xx」「943-05xx」「943-08xx」「949-16xx」「949-17xx」区域（上越市（合併以前からの上越市域の一部、旧中頸城郡三和村域の一部、旧中頸城郡清里村域、旧中頸城郡頸城村域の一部、旧西頸城郡名立町域））の集配業務
- ゆうゆう窓口

## 周辺
- 高田城址公園（高田城跡）
- 上越市役所南出張所
- 上越市立大手町小学校
- 青田川（関川の支流）

## アクセス
- えちごトキめき鉄道妙高はねうまライン 高田駅から南東へ約1.4km（徒歩約16分）
- 頸城バス、くびき野バス 大手町十字路停留所下車
- 北陸自動車道 上越ICから南西へ約5.5km、上信越自動車道 上越高田ICから北東へ約3.5km
- 駐車場あり：21台